# Wichowska Kępa
Wichowska Kępa (także Wyspa Adamowa, do 1945 niem. Büchenort) - wyspa na Roztoce Odrzańskiej, zatoce Zalewu Szczecińskiego u ujścia Odry. Znajduje się na zachód od Zatoki Wódzkiej i na północ od Wielkomękowskiej Głębi. 
Wyspa należy do gminy Stepnica.

## Charakterystyka
Wyspa wznosi się ok. 1 m n.p.m. i jest niezamieszkana. Porastają ją szuwary. Nazywana często przez żeglarzy "Hawaje", "Łysa".
|                   | Okres        | Jednostki podziału terytorialnego                                                         |
| ----------------- | ------------ | ----------------------------------------------------------------------------------------- |
| Związek Niemiecki | 1815–1866    | Związek Niemiecki, Królestwo Prus, prowincja Pomorze                                      |
|                   | 1866–1871    | Związek Północnoniemiecki, Królestwo Prus, prowincja Pomorze                              |
|                   | 1871–1918    | Cesarstwo Niemieckie, Królestwo Prus, prowincja Pomorze                                   |
|                   | 1919–1933    | Rzesza Niemiecka (Republika Weimarska), kraj związkowy Prusy, prowincja Pomorze           |
| III Rzesza        | 1933–1945    | III Rzesza, prowincja Pomorze                                                             |
| Polska            | 1945 - 1950  | Rzeczpospolita Polska (Polska Ludowa), województwo szczecińskie                           |
| Polska            | 1950 - 1957  | Rzeczpospolita Polska (Polska Ludowa), województwo szczecińskie                           |
| Polska            | 1957 - 1975  | Polska Rzeczpospolita Ludowa, województwo szczecińskie                                    |
| Polska            | 1975 - 1989  | Polska Rzeczpospolita Ludowa, województwo szczecińskie                                    |
| Polska            | 1989 - 1998  | Rzeczpospolita Polska, województwo szczecińskie, gmina Stepnica                           |
| Polska            | 1999 - teraz | Rzeczpospolita Polska, województwo zachodniopomorskie, powiat goleniowski, gmina Stepnica |

Nazwę Wichowska Kępa wprowadzono urzędowo rozporządzeniem w 1949 roku, zastępując poprzednią niemiecką nazwę wyspy – Büchenort.